# Amused to Death
Amused to Death (englisch für „Zu Tode amüsiert“) ist das dritte Studioalbum des britischen Rockmusikers Roger Waters, das im August 1992 erschien. Der Titel ist inspiriert von dem bekannten Buch Amusing Ourselves to Death von Neil Postman aus dem Jahr 1985.

## Entstehung und Veröffentlichung
Die Erstveröffentlichung von Amused to Death erfolgte am 28. August 1992 bei Columbia Records. Das Album erschien in seiner Originalausführung als CD mit 14 Titeln (Katalognummer: 468761 2). Am 24. Juli 2015 erschien das Album erstmals in einer remasterten Fassung als LP-Ausführung (Katalognummer: 88875075471) sowie als CD-Deluxeausführung mit einer Bluray als Beigabe (Katalognummer:  88843090552).
Getextet, komponiert und produziert wurden alle Lieder vom Interpreten selbst. Während Rogers für den Schreibprozess alleine verantwortlich war, bekam er bei der Produktion aller Lieder Unterstützung durch Patrick Leonard. Einige Lieder waren eigentlich als Bestandteil des Projekts Radio K.A.O.S. II., das Waters unmittelbar nach der Radio K.A.O.S. Tour im Jahr 1987 in Angriff nahm, gedacht gewesen.
Für Amused to Death verwendete Roger Waters eine Vielzahl unterschiedlicher Aufnahmetechniken. Die ersten Aufnahmen für das Album entstanden auf einer analogen 24-Spur Maschine unter Einsatz von Dolby SR zur Rauschunterdrückung. Später wurde eine zweite 24-Spur Maschine hinzugefügt, so dass 48 Spuren im Analogverfahren vorlagen. Die Entscheidung analoge Aufnahmetechnik zu verwenden ist im Kontext des Entstehungszeitraumes des Albums zu sehen. Amused To Death entstand über einen Zeitraum von fünf Jahren. Folglich entstanden die ersten Aufnahmen um ca. 1988. Ende der 80er, Anfang der 90er Jahre war die digitale Mehrspurtechnologie noch in den Kinderschuhen, so dass diese Entscheidung nachvollziehbar ist. Erst im weiteren Verlauf der Aufnahmen wurde zunächst eine 32-Spur Mitsubishi X850 und später eine Sony PCM-3348HP 48-Spur Multitrack Digitalmaschine verwendet. Amused to Death wurde im Q-Sound-Verfahren abgemischt, um ein natürlicheres, weiteres Soundfeld abzudecken. Q-Sound ermöglicht ein Semi-Raumklang-Hörerlebnis mit nur zwei Lautsprechern.

## Inhalt
Roger Waters versteht das Konzeptalbum als konsequente Fortsetzung seiner Arbeit mit The Wall und The Final Cut. Es wendet sich gegen den Krieg generell, insbesondere den Zweiten Golfkrieg, gegen die Massenmedien, die über den Krieg wie in einer Sport-Übertragung berichten, gegen religiösen Fundamentalismus jeglicher Couleur, und beschreibt, wie sich die TV-Gesellschaft selbst zu Tode amüsiert.
Auf dem Plattencover ist ein Schimpanse vor einem Fernseher zu sehen. Man kann das Konzeptalbum als einen Fernsehabend dieses Affen verstehen, der sich durch die Kanäle zappt.
Viele der Lieder nehmen Bezug auf zeitgeschichtliche Ereignisse: Die beiden Teile von „Late Home Tonight“ handeln von der Bombardierung von Tripolis und Bengasi im Jahre 1986 (siehe Operation El Dorado Canyon). „The Bravery Of Being Out of Range“ greift den zweiten Golfkrieg auf und schildert, wie der Krieg durch die Fernseh-Berichterstattung bagatellisiert wird. Das Lied „Watching TV“ (im Duett mit Don Henley) erkundet die Bedeutung der Massenmedien im Zusammenhang mit den blutig niedergeschlagenen Demonstrationen auf dem Tian’anmen-Platz 1989 in Peking (siehe Tian’anmen-Massaker). Es ist das einzige Lied, in dem Waters der Macht der Medien eine positive Bedeutung einräumt. Zitat: „She is the one in fifty million who can help us to be free / because she died on TV“ (deutsch: „Sie [eine chinesische Demonstrantin] ist die einzige von fünfzig Millionen, die uns helfen kann, frei zu sein / weil sie im Fernsehen gestorben ist.“)
Das Album wurde nach seiner Veröffentlichung von den Musikkritikern vergleichsweise positiv aufgenommen und wird oftmals als Roger Waters’ beste Arbeit seit The Wall bezeichnet. Live-Ausschnitte waren auf der Welttournee In the Flesh zu hören.

## Widmung
Im ersten Song, der Ballade des Bill Hubbard, ist die Stimme des Alf Razzell, eines britischen Soldaten, zu hören, der beschreibt, wie er den schwer verwundeten neunundzwanzigjährigen Bill Hubbard 1917 im Niemandsland auffindet und ihn sterbend zurücklassen muss, da es ihm wegen Bills unermesslicher Schmerzen nicht gelingt, diesen vom Schlachtfeld wegzutransportieren.
Alf Razzell erläutert ganz am Ende des Albums (Amused to Death) weiterhin, dass auf dem Arras Memorial Cemetery bei der Stadt Arras im französischen Département Pas-de-Calais Bill Hubbards gedacht wird und er die Gedenkstätte 1984 besuchte.
Auf dem Album ist folgende Widmung vermerkt:
Dedicated to Private William Hubbard (1888–1917), Eighth Battalion of the Royal Fusiliers, City of London Regiment.

## Titelliste
1. The Ballad of Bill Hubbard
2. What God Wants, Part 1
3. Perfect Sense, Part 1
4. Perfect Sense, Part 2
5. The Bravery of Being Out of Range
6. Late Home Tonight, Part 1
7. Late Home Tonight, Part 2
8. Too Much Rope
9. What God Wants, Part 2
10. What God Wants, Part 3
11. Watching TV
12. Three Wishes
13. It’s a Miracle
14. Amused to Death

## Mitwirkende
- Roger Waters – Gesang, Gitarre, 12-saitige Gitarre, Bass und EMU Synthesizer
- Jeff Beck – Gitarre
- Andy Fairweather-Low – Elektrische und akustische Rhythmusgitarre
- Tim Pierce – Gitarre
- B.J. Cole – Steel-Gitarre
- Geoff Whitehorn – Arpeggio Gitarre
- Steve Lukather – Gitarre
- Rick DiFonzo – Gitarre
- Bruce Gaitsch – Akustische Gitarre
- Randy Jackson – Bass
- James Johnson – Bass
- John Pierce – Bass
- John Patitucci – Akustischer und elektrischer Bass
- John ’Rabbit’ Bundrick – Hammondorgel
- Graham Broad – Schlagzeug
- Denny Fongheiser – Schlagzeug
- Jeff Porcaro – Schlagzeug
- Luis Conte – Percussion
- Steve Sidwell – Cornet
- Brian Macleod – Snare, Hi-Hat
- Katie Kissoon – Gesang
- P. P. Arnold – Gesang
- Rita Coolidge – Gesang
- Doreen Chanter – Gesang
- Natalie Jackson – Gesang
- N’Dea Davenport – Gesang
- Lynn Fiddmont-Linsey – Gesang
- The National Philharmonic Orchestra Limited
- The London Welsh Chorale

## Rezeption
Im Jahr 2016 gewann Amused to Death einen Grammy Award in der Kategorie Best Surround Sound Album.

## Kommerzieller Erfolg

### Chartplatzierungen
| ChartsChartplatzierungen       | Höchstplatzierung | Wochen |
| ------------------------------ | ----------------- | ------ |
| Deutschland (GfK)              | 4 (17 Wo.)        | 17     |
| Österreich (Ö3)                | 25 (1 Wo.)        | 1      |
| Schweiz (IFPI)                 | 12 (10 Wo.)       | 10     |
| Vereinigte Staaten (Billboard) | 21 (10 Wo.)       | 10     |
| Vereinigtes Königreich (OCC)   | 8 (4 Wo.)         | 4      |

### Auszeichnungen für Musikverkäufe
| Land/Region                  | Auszeichnungen für Musikverkäufe (Land/Region, Auszeichnung, Verkäufe) | Verkäufe |
| ---------------------------- | ---------------------------------------------------------------------- | -------- |
| Kanada (MC)                  | Gold                                                                   | 50.000   |
| Norwegen (IFPI)              | Gold                                                                   | 25.000   |
| Vereinigtes Königreich (BPI) | Gold                                                                   | 100.000  |
| Insgesamt                    | 3× Gold ·                                                              | 175.000  |